# Pardines (Hiszpania)
Pardines – gmina w Hiszpanii, w prowincji Girona, w Katalonii, o powierzchni 31,03 km². W 2011 roku gmina liczyła 154 mieszkańców.